# LUNAR-A
LUNAR-A는 일본 우주항공연구개발기구가 제안했던 일본 최초의 달 탐사선으로, "페네토레타"(ペネトレータ→Penetrators)라는 뾰족한 관측 장비를 이용한 달 탐사를 주요 탐사 방법으로 사용할 예정이었다. 당초 1995년 발사를 목표로 하고 있었지만 계획이 크게 지연되었고, 2007년 1월 15일 계획 중단 방침이 제기되었다.

## 개요
LUNAR-A는 일본 최초로 본격적인 달 탐사를 진행할 탐사선으로서, 지진계와 열 유량계를 탑재한 두 개의 "침투기"를 달 표면에 꽃아넣어 탐사를 진행할 예정이었다.
발사 후, LUNAR-A는 지구 주차궤도로 진입한 후, 연료를 아끼기 위해 지구와 달의 중력을 이용하면서 6개월에 걸쳐 달로 향한 후, 페네토레타를 분리할 예정이었다. 페네토레타는 달 앞면에 하나, 뒷면에 하나 충돌할 것이고, 약 300m/s의 속력으로 충돌해 표면 1~3m 깊이로 박힌 후, 월진을 관측하고, 열 흐름을 관측해 달 내부의 열 흐름을 밝힐 예정이었다. 관측 자료는 저장되었다가 15일 간격으로 궤도선이 상공을 통과할 때 궤도선을 통해 지구로 전송될 예정이었다.

## 임무 목적
탐사선의 전체적인 발사 목적은 다음과 같았다.
- 지구-달 사이 우주에서의 운석 충돌 빈도·크기·속도·천발(표면 근접) 및 심발(깊은 곳) 월진의 발생 메커니즘·달의 전체 구조(특히 핵의 존재 유무) 해명.
- 페네토레타에 탑재된 열류량계를 통해 달 내부 방사성 원소의 존재 여부, 존재 정도, 열 흐름 구조를 파악.
- 새 추진 시스템("이원 추진")을 이용한 궤도 조정 및 극미세 자세 조정 기술 취득.
- 행성 탐사에 필요한 페네토레타-궤도선-지구 간의 데이터 송수신 기술 확립.

### 과학적 목적
탐사선의 세부 과학적 목적은 다음과 같았다.
- 월진 관측
  - 깊이 500~1400km 가량에서 일어나는 지진을 월진계로 관측하는 과정을 통해 달의 핵 크기를 ±50km 크기의 오차로 측정하는 등 달 내부 구조에 관한 정보 얻기.
  - 달 뒤편의 월진 활성도 조사.
  - 지각 내부에서의 탄성파 속도나 산란 정도 등의 물리 특성 얻기.
  - 월진 관측을 통해 운석의 충돌 빈도나 충돌 에너지의 크기 등 조사.
- 열류량 관측
  - 열류량 계측을 통해 달 내부의 온도와 방사성 발열 원소의 존재 비율 등에 관한 모든 정보 얻기.
- 카메라
  - 지형의 기복이 뚜렷하게 나타나게 되는 태양의 고도 지점에서 사진을 촬영해 달 지질학에 공헌하기.

## 구조

### 궤도선
궤도선은 지름 120cm, 높이 111cm의 원기둥 모양(본체 밑으로 돌출된 엔진 제외)일 예정이었다. 궤도 조정 시스템, S 대역 안테나, UHF 대역 안테나는 원기둥 끝에 장착되었고, 반작용 제어 시스템과 다른 S 대역 안테나는 반대편 끝에 장착되었으며, 세 개의 태양 전지판은 원기둥과 수직을 이루도록 펼쳐졌다. 분해능 30m의 단색 지도 작성용 카메라는 원기둥 측면, 태양 전지판 중 하나 밑에 장착되었고, 이 카메라는 감지하기 힘든 표면 특징들을 잘 보이게 해주는 명암 경계선을 찍을 예정이었다. 탐사선은 회전 안정화 방식을 사용하며, 고도와 회전 속도는 N2H4 단일추진제 연료를 사용한 반작용 제어 시스템을 이용해 조절할 예정이었다. 또한 달 근처에서의 궤도 수정은 두 추진제(N2O4 및 2H4)를 사용할 예정이었다. 사용하는 무선 대역 중 S 대역은 지구와의, UHF 대역은 페네토레타와의 통신에 이용할 예정이었다.

### 페네토레타
페네토레타는 미사일 모양 원기둥으로서, 지름 14cm, 길이 75cm였으며, 태양 전지판 사이에 본체의 높이 방향과 평행하게 장착되었다. 페네토레타에는 분리 후 점화되는 궤도 이탈용 로켓 엔진이 달려 있었으며, 자유낙하 시에는 측면에 달린 제트 엔진을 이용해 본체를 통제했다. 궤도 이탈용 모터와 자세 제어 시스템은 충돌 전에 분리된다. 각각의 페네토레타에는 지진계 두 개가, 열유량계, 경사계, 가속도계, 라디오 전송기 및 안테나가 장치되어 있었다. 장비들은 Li-SOCL2 배터리를 이용해 필요한 전기를 공급받으며, 수명은 1년으로 추산되었다. 페네토레타들은 10,000 G의 충격을 버틸 수 있도록 설계되었다. 궤도선과의 통신은 UHF 대역을 이용할 예정이었다.

## 계획 중단
LUNAR-A는 1991년 개발이 시작될 때만 해도 1995년 발사를 목표로 하고 있었다. 하지만 1997년에 와서야 본체 개발이 완료되었고, 페네토레타 분리 장치 개조를 위해 발사가 연기되었다. 1년 후인 1998년에는 페네토레타 침투 실험에서 본체에 균열이 발생해 다시 발사가 연기되었다. 그 후 2004년에는 궤도선에 사용하였던 미국산 추진기가 리콜되어 다시 발사가 연기되었다. 2006년에 와서야 겨우 페네토레타가 완성되어가고 있었지만, 조립된 지 10년이 넘어가는 궤도선 본체에 사용한 접착제의 열화가 진행되고 있었고, 이를 고치기에는 너무 많은 돈이 소모되어, 2007년 1월, 드디어 계획 중단이 결정되었다.
개발한 페네토레타 기술은 다른 국가의 우주 탐사선에 탑재한다는 방침이다. 특히 러시아의 루나 글로브 탐사선에 페네토레타가 탑재될 가능성도 있었지만, 페네토레타가 최종적으로 완성된 2010년 10월에는 탑재하기에는 시간상 늦어 있었다.

## 같이 보기
- 일본 우주항공연구개발기구
- 달
- 일본의 달 탐사
- 가구야